# Sympiesis lucida
Sympiesis lucida är en stekelart som beskrevs av Storozheva 1981. Sympiesis lucida ingår i släktet Sympiesis och familjen finglanssteklar.
Artens utbredningsområde är:
- Lettland.
- Bulgarien.

Inga underarter finns listade i Catalogue of Life.